# 野里 (大阪市)
野里（のざと）は、大阪府大阪市西淀川区にある町名。現行行政地名は野里一丁目から野里三丁目。

## 地理
西淀川区の東部に位置し、東に柏里、北に歌島、南に花川、南西に姫里と接している。

## 世帯数と人口
2019年（平成31年）3月31日現在の世帯数と人口は以下の通りである。
| 丁目       | 世帯数    | 人口    |
| ---------- | --------- | ------- |
| 野里一丁目 | 2,258世帯 | 3,589人 |
| 野里二丁目 | 1,818世帯 | 3,178人 |
| 野里三丁目 | 553世帯   | 1,200人 |
| 計         | 4,629世帯 | 7,967人 |

### 人口の変遷
国勢調査による人口の推移。
| 1995年（平成7年）  | 6,932人 | [ 5 ] |  |
| 2000年（平成12年） | 7,156人 | [ 6 ] |  |
| 2005年（平成17年） | 7,063人 | [ 7 ] |  |
| 2010年（平成22年） | 7,662人 | [ 8 ] |  |
| 2015年（平成27年） | 7,485人 | [ 9 ] |  |

### 世帯数の変遷
国勢調査による世帯数の推移。
| 1995年（平成7年）  | 3,102世帯 | [ 5 ] |  |
| 2000年（平成12年） | 3,344世帯 | [ 6 ] |  |
| 2005年（平成17年） | 3,497世帯 | [ 7 ] |  |
| 2010年（平成22年） | 4,072世帯 | [ 8 ] |  |
| 2015年（平成27年） | 3,919世帯 | [ 9 ] |  |

## 事業所
2016年（平成28年）現在の経済センサス調査による事業所数と従業員数は以下の通りである。
| 丁目       | 事業所数  | 従業員数 |
| ---------- | --------- | -------- |
| 野里一丁目 | 144事業所 | 1,007人  |
| 野里二丁目 | 78事業所  | 275人    |
| 野里三丁目 | 30事業所  | 950人    |
| 計         | 252事業所 | 2,232人  |

## 交通
- 国道2号
- 淀川通
- 姫島通

## 施設
公共施設
- 大阪国税局西淀川税務署
- 西淀川警察署野里交番
- 大阪市立西淀川スポーツセンター

公園
- 野里公園
- 野里北公園

教育機関
- 大阪市立淀商業高等学校
- 大阪市立野里小学校

医療機関
- 西淀病院

金融機関
- 尼崎信用金庫塚本支店
- 大阪信用金庫西淀支店

社寺
- 野里住吉神社

史跡
- 野里渡しの跡

## その他

### 日本郵便
- 〒555-0024[3]（集配局：西淀川郵便局[11]）

## 出身・ゆかりのある人物
- 立石義雄（オムロン社長、京都商工会議所会頭） - オムロン創業者立石一真の三男。